# Danzhou (sockenhuvudort i Kina, Hunan Sheng, lat 29,01, long 111,63)
Danzhou (kinesiska: Danzhou Xiang, 丹洲乡) är en sockenhuvudort i Kina. Den ligger i provinsen Hunan, i den södra delen av landet, omkring 160 kilometer nordväst om provinshuvudstaden Changsha. Antalet invånare är 23 256. Befolkningen består av 11 714 kvinnor och 11 542 män. Barn under 15 år utgör 11,0 %, vuxna 15-64 år 75 %, och äldre över 65 år 12,0 %.
Runt Danzhou är det tätbefolkat, med 511 invånare per kvadratkilometer. Närmaste större samhälle är Changde, 5,9 km nordost om Danzhou. Trakten runt Danzhou består till största delen av jordbruksmark.
Genomsnittlig årsnederbörd är 1 808 millimeter. Den regnigaste månaden är maj, med i genomsnitt 302 mm nederbörd, och den torraste är december, med 45 mm nederbörd.